# Ronald Mukiibi
 (décembre 2017).
 (décembre 2017).
Ronald Mukiibi, né le 16 septembre 1991, est un footballeur ougandais. Il évolue au poste de défenseur central avec le club d'Utsiktens BK.

## Biographie
Lors de la première partie de sa carrière, il évolue en tant qu'amateur pour des équipes de la région de Göteborg.
Avec son coéquipier Alexander Jeremejeff, Mukiibi quitte le Qviding FIF pour le BK Häcken, un autre club de Göteborg, avec lequel il fait ses débuts en première division suédoise, le 28 septembre 2014 sur le terrain du Kalmar FF. Toutefois, il ne disputera qu'un match de championnat lors de cette saison.
Le plus souvent remplaçant voire réserviste, il est prêté pour un an à l'Östersunds FK. À la fin de la saison, l'équipe monte en première division suédoise, et Mukiibi est transféré définitivement à l'Östersunds FK.
En mai 2017, lui et le club se qualifient pour la finale de la Coupe de Suède qu'ils remporteront.
Grâce à cette victoire, il effectue lors de cette même année ses débuts en Ligue Europa.

## Palmarès
- Vainqueur de la Coupe de Suède en 2017 avec l'Östersunds FK